# Mégot

Un mégot avec filtre.

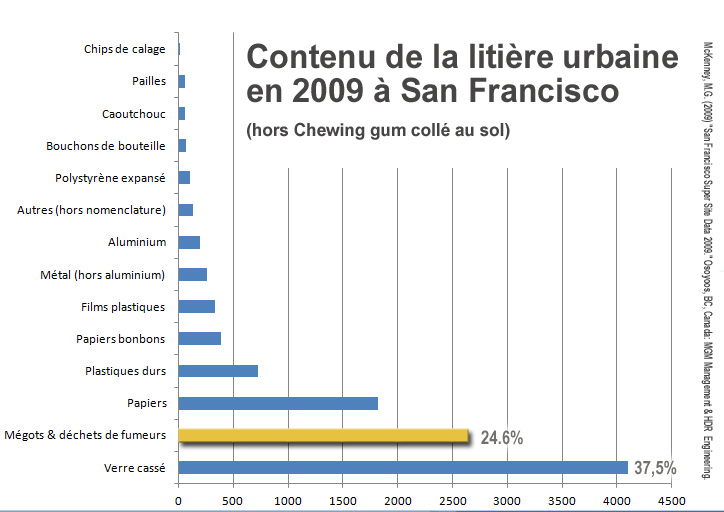
Graphique présentant la proportion de divers déchets (dont mégots en jaune) parmi les déchets urbains (chewing gums exclus) de San-Francisco (en 2009).

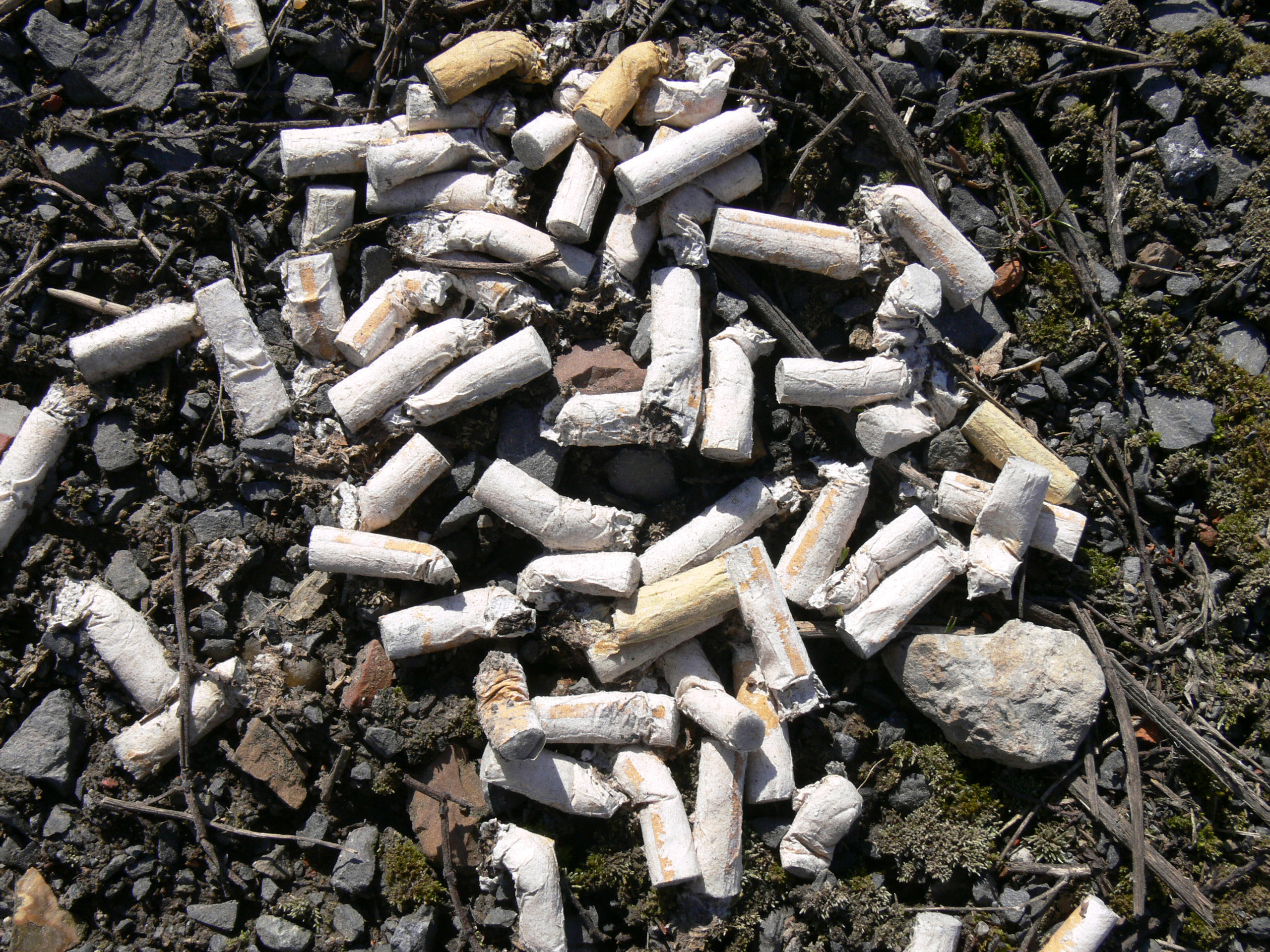
Après un certain temps le papier de la plupart de ces mégots s'est biodégradé, mais pas les filtres.

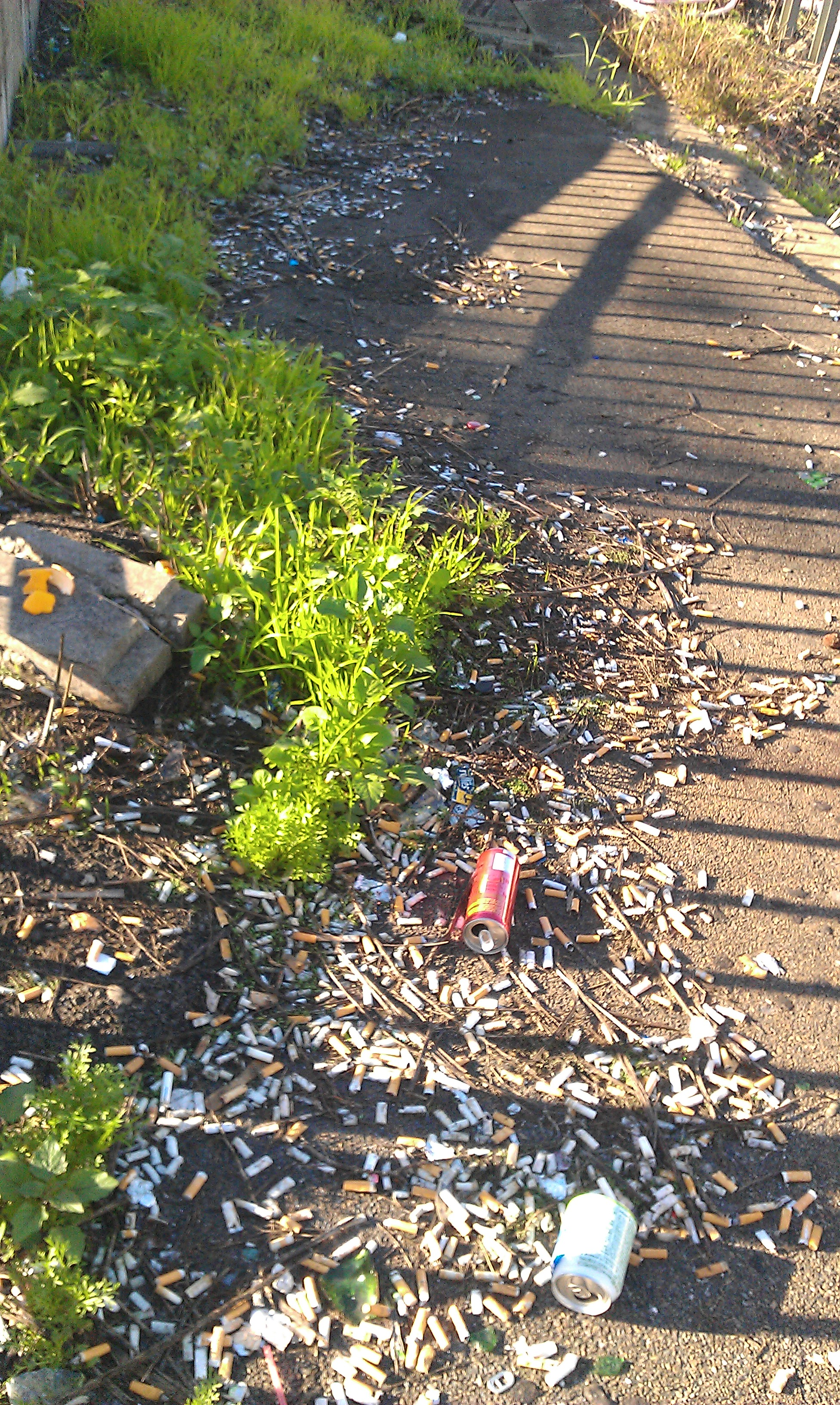
Il existe une « géographie » de la densité de mégots, liés aux lieux de consommation (les arrêts de bus ou de train en font partie ; ici : arrêt de train à la gare de Strathfield en Australie).

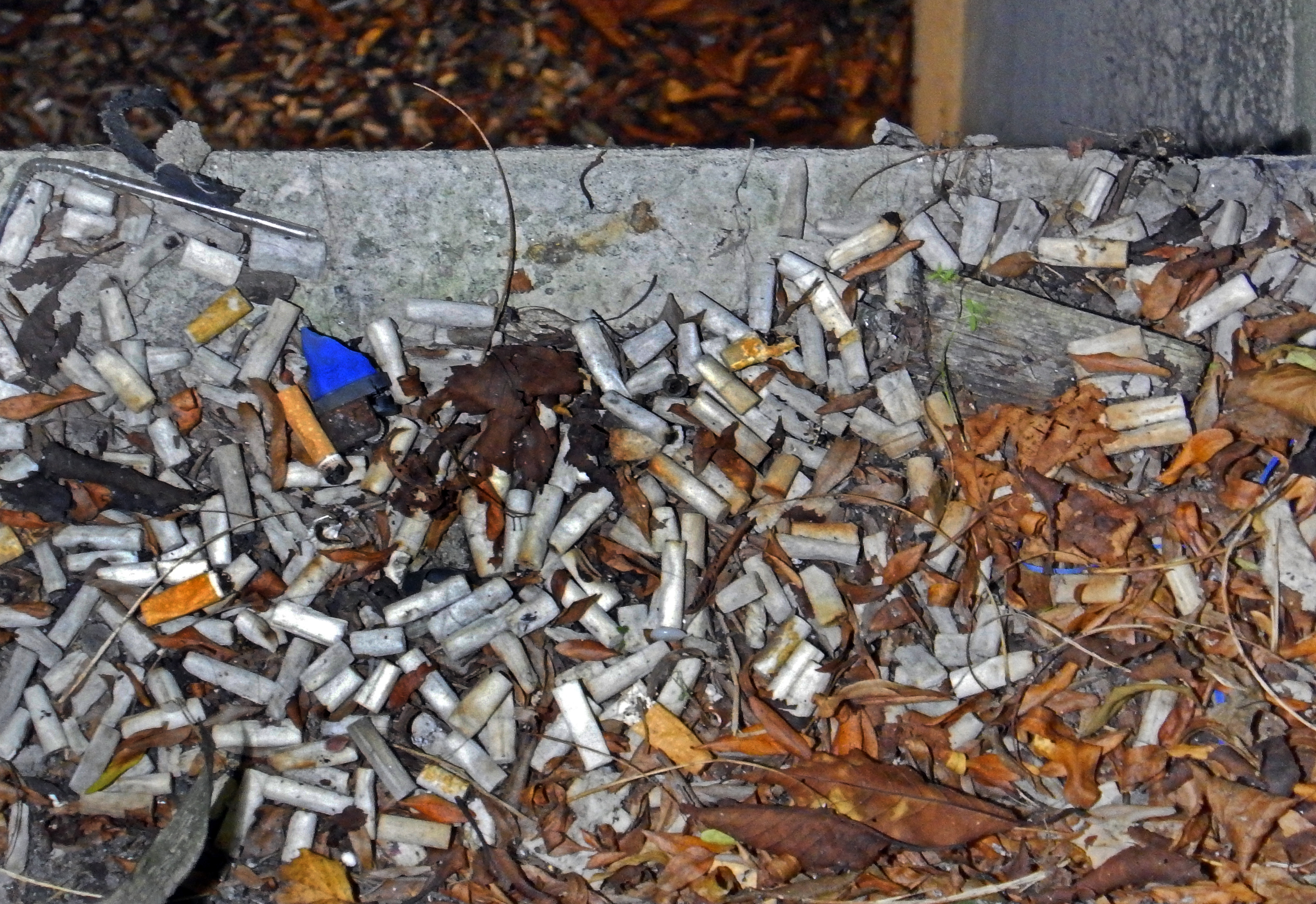
À l'abri du soleil, comme dans ce puisard (couvert par une grille et à l'ombre d'un immeuble) les filtres de mégots se dégradent très mal.

 (juin 2024).

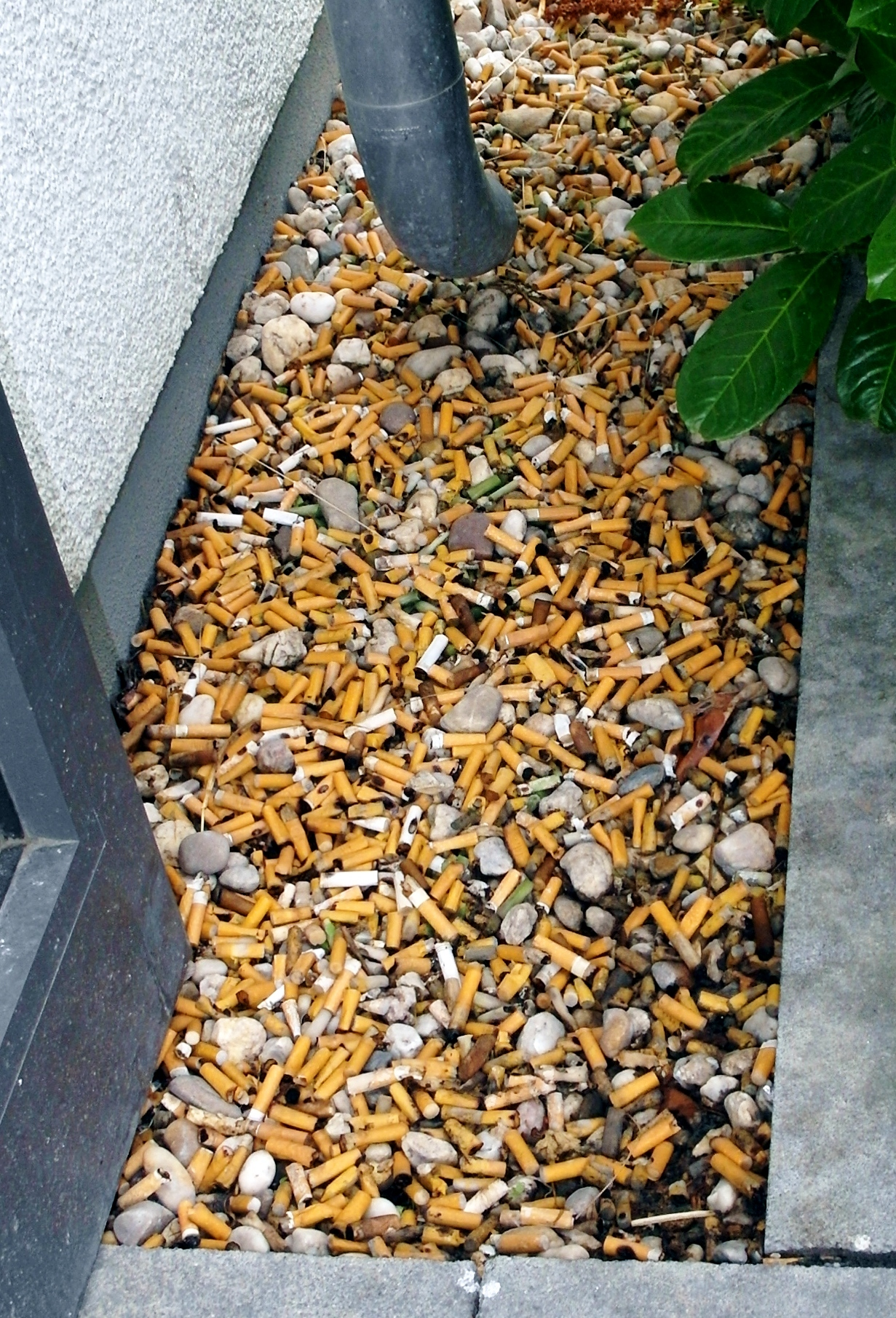
Mégots (visiblement récents) jetés au sol près d'une descente de gouttière, à l'entrée du service d'urgence d'un hôpital (où il est interdit de fumer) (Allemagne).
Une enquête américaine a montré que les lieux médicaux et hospitaliers sont entourés de plus de mégots que les aires de récréation, bars/restaurants, commerces et centres-villes.

Un mégot est ce qui reste d'une cigarette (ou d'un cigare) après son usage.
Un mégot de « cigarette avec filtre » est un déchet toxique,,. Il est difficile à collecter (en raison de sa dispersion), et difficile à valoriser en raison de sa toxicité et du peu de valeur de sa matière. Les fibres synthétiques d'acétate de cellulose (plus connue sous le nom de viscose ou rayonne) qui composent le filtre sont techniquement recyclables.
Une quantité considérable et croissante de mégots est jetée dans l'environnement par les fumeurs (environ 766 571 tonnes par an en 2011). Les mégots sont en grande partie non-biodégradables et en ville ils constituent généralement le premier déchet en nombre (parfois, en seconde position derrière les débris de verre).
Le ruissellement les emporte dans les égouts, drains, lacs, ou cours d'eau et in fine souvent jusqu'à l'océan et sur ses plages. Les filtres et mégots sont le déchet le plus collecté lors des nettoyages internationaux de plage conduits chaque année depuis le début des années 1990,,,,. En 2013, environ 2 millions de mégots ont été ramassés par des bénévoles sur les plages lors de ce nettoyage. C'est l'une des origines des microplastiques trouvés dans les océans, mais aussi dans les moules, huîtres et poissons. À titre d'exemple, à San Francisco en 2008 les mégots représentaient 10 % du volume total des déchets collectés dans l'espace public, ce qui a coûté au contribuable plus de 7,4 millions de dollars dans l'année.
Le filtre des cigarettes a été conçu pour que les fragments de feuilles de tabac ne passent pas dans la bouche. Slaughter a montré en 1985 que moins de 2 % de la quantité de tous les éléments issus de la combustion du tabac et du papier de cigarette s'adsorbent. Néanmoins ces 2 % suffisent à rendre les mégots très toxiques pour les animaux à sang froid (poissons y compris).
La toxicité aiguë des mégots pour de nombreux animaux serait principalement due à leur teneur en composés organiques ; 14 d'entre eux sont des toxiques bien connus, dont principalement la nicotine et l'éthylphénol. Mais d'autres composés (métaux lourds, métalloïdes et radionucléides notamment) participent à des effets écosystémiques longtemps très sous-estimés. Cette toxicité augmente au fur et à mesure que la cigarette est fumée, et le mégot est plus toxique encore s'il reste un peu de tabac non brûlé devant le filtre. Certains polluants comme les furanes ou le benzène (cancérigène) sont issus de la combustion.

## État des lieux

### Quantités
En France, vers 2010 les débitants de tabac vendaient environ 53 milliards de cigarettes par an, auxquelles s'ajoutent 15 à 18 milliards de cigarettes achetées à l'étranger et consommées en France, soit des dizaines de milliards de mégots potentiellement jetés dans la nature chaque année. La ville de Paris ramasse environ 350 tonnes de mégots par an, et encourage depuis peu leur collecte et recyclage en lien avec deux sociétés spécialisées.
En Australie en 2006, de 24 à 32 milliards de mégots de cigarettes ont fini dans l'environnement,. L'année suivante, aux États-Unis, plus de 360 milliards de cigarettes ont été fumées aux États-Unis.
Aux États-Unis, vers 2010 le tabagisme aurait diminué de 28 % en 10 ans, mais, en 2009, 65 % des mégots sont encore volontairement jetés dans l'environnement. Avec d'autres déchets liés au tabagisme ils constituent 38 % des déchets ramassés sur les routes, trottoirs et autres espaces publics extérieurs. Selon le programme Keep America Beautiful « 77 % des fumeurs interrogées disent savoir qu'un mégot est un détritus » et 14 % des grands fumeurs disent « avoir un cendrier de poche ». La plupart des mégots de cigarettes sont néanmoins jetés au sol urbain (85 %), 37 % sont retrouvés dans les buissons et arbustes, 25 % dans ou autour des poubelles et 15 % dans des jardinières. 28,1 % des fumeurs interrogés disent ne pas avoir de cendrier dans leur voiture.
Selon Wallbank & al., en 2015 de un à deux tiers de tous les filtres vendus dans le monde ont été jetés sous forme de mégots sur les routes, les trottoirs, dans les espaces verts ou la nature par des fumeurs.
Selon Planetoscope, environ 137 000 mégots sont jetés dans l'environnement chaque seconde. En moyenne, il faut 12 ans pour que ces mégots se dégradent complètement et on sait que le tabagisme se développe encore dans certains pays en développement où l'industrie du tabac encourage la consommation par des campagnes de publicité notamment. Même si la proportion de fumeurs tend à diminuer dans la population mondiale, le nombre absolu de fumeurs continue à croître, en raison de la croissance démographique mondiale.
En 2021 l'association Champ d'actions a collecté 298 925 mégots dans les rues de Toulouse en 2 h. En 2023, l'association récolte 371 000 mégots, toujours en 2 h.

### Localisation
Les jets de mégots sont géographiquement concentrés en certains lieux : zones fumeurs, zones de circulation, aires de loisirs et sur des plages fréquentées (19,1 % des objets collectés en 1997 lors des opérations internationales de nettoyage de plage. Dans certains contextes, le nombre de mégots urbains augmente près des lieux de vente (par exemple en Californie où la loi interdit de fumer dans tous les lieux publics sauf dans les magasins de vente de tabac et dans les « bars à cigare »). En raison de leur grande longévité (surtout à l'abri du soleil) ces mégots peuvent localement s'accumuler et former de véritables tapis.
En présence d'eau, les filtres les font d'abord flotter. La pluie, le nettoyage des routes et trottoirs peuvent alors les disperser dans l'environnement, jusqu'en mer parfois. Le vent ou les systèmes de nettoyage par soufflage ou le nettoyage à l'eau sous pression emportent ou dispersent les microparticules de plastique issues de ceux des mégots qui ont déjà été déchiquetés par les véhicules et les piétons.
Jetés dans les toilettes à chasse d'eau ou les égouts, ils sont arrêtés par les systèmes de dégrillage des stations d'épuration, à condition de n'avoir pas déjà été fragmentés en microparticules de plastiques, auquel cas ces particules sont retrouvées dans l'eau et/ou les boues d'épuration)
En connaissant les modes de vente et de consommation, et en utilisant un système d'information géographique, il est possible de modéliser les lieux où l'on risque de trouver le plus de mégots. Ceci peut aider à mieux cibler des politiques de sensibilisation, ou à équiper ces lieux en cendriers plus nombreux, ou à mieux évaluer les coûts sanitaires et socioéconomiques de ce déchet, ou encore à planifier des stratégies d'atténuation du tabagisme.

### Sociologie
Diverses équipes de chercheurs se sont demandé pourquoi certains fumeurs jetaient leurs mégots dans l'environnement et pas d'autres ; et pourquoi les premiers semblent moins réceptifs aux campagnes de sensibilisation sur le respect du cadre de vie. À titre d'exemple, à San-Francisco, alors que les campagnes de sensibilisation associées à un effort de nettoyage ont permis entre 2009 et 2014 de très fortement diminuer (−68 %) la quantité de déchets jetés sur la voie publique, les fumeurs y ont été peu sensibles : les déchets autre que tabagiques ont diminué de 81 % alors que les déchets liés au tabac n'ont diminué que de 24 % dans le même temps, constituant en 2014 plus de la moitié (53 %) des déchets que les services municipaux ont collecté en 2014. 3 % des fumeurs américains interrogés en 2009 disent enfouir leur mégot dans le sol, 2 % les jettent dans des coins (ce qui rend les mégots moins visibles, mais n'atténue en rien leur écotoxicité). 27 % les écrasent du pied, ce qui accélère leur fragmentation (mais en accélérant la production et diffusion de microplastiques et de toxines à partir du filtre).
L'essentiel de la littérature disponible sur les jets de mégots, paquets de cigarette, briquets, etc. dans l'environnement date des années 1970 et des années 1980.
Ces études étaient presque toutes initiées et/ou financées par l'industrie du tabac. Par ailleurs « la grande majorité des recherches existantes repose sur des rapports rétrospectifs des fumeurs sur leur nombre moyen de cigarettes par jour, une mesure qui peut être variable en termes de fiabilité et de validité ». De plus jusqu'aux années 2010, aucune étude indépendante n'a traité spécifiquement des déchets lié au tabagisme, et les différences de comportement entre ceux qui conservent leur mégot pour le jeter à la poubelle, et ceux qui l'écrasent dans un cendrier ou ceux qui le jettent par terre ou par une fenêtre sont encore mal comprises.
Quelques facteurs intervenant (et statistiquement « prédicteurs ») dans le fait de jeter les mégots sont :
- Le taux de tabagisme, qui varie significativement selon le pays voir la région.
- L'âge : C'est un facteur parmi d'autres : Les jeunes adultes fumeurs semblent plus enclins à jeter leur mégot[31],[32].
- Le sexe : Aux États-Unis, par rapport aux femmes, les hommes jettent plus souvent leurs mégots dans l'espace public ou la nature[4].
- L'attitude sociale à l'égard du tabagisme[4].
- La connaissance de la toxicité du tabac et du mégot : la conscience plus ou moins claire du fumeur à l'égard de la dangerosité des mégots influe sur son comportement. Moins un fumeur a l'impression que le mégot est un déchet et qu'il est toxique, plus il tend à le jeter dans l'environnement[4].
- L'interdiction de fumer dans l'espace public intérieur ou dans les aires de jeux pour enfant ont fait que les fumeurs sont plus nombreux à fumer dehors, où ils refuseraient ou négligeraient de faire quelques pas vers le cendrier le plus proche ou d'utiliser un cendrier portatif[33] (hypothèse périodiquement évoquée mais qui reste non testée)[34]. Selon l'ONG Keep Britain Tidy, après l'interdiction de fumer dans les espaces publics intérieurs (en 2007) le nombre de mégots trouvés dehors a augmenté de 43 % dans le pays[6]. Dans certains contextes (centre-ville...), le nombre de cendriers présents est l'un des facteurs contextuels prédicteurs du nombre de mégots jetés au sol[35].

La plupart des aspects du tabagisme ont fait l'objet d'études poussées par l'industrie du tabac (soucieuse de son acceptabilité). Ces études internes ont d'ailleurs souvent précédé la littérature scientifique indépendante, de plusieurs années ou décennies parfois,.
En réponse aux problèmes d'image qu'elle a depuis longtemps identifié l'industrie a parrainé des « groupes anti-détritus » et financé de grandes études. Elle a distribué des centaines de milliers de cendriers portables (souvent porteurs de publicité) et installé des cendriers permanents dans les centres-villes de nombreuses villes, sans jamais résoudre le problème des mégots dispersés dans l'environnement, peut être faute de vouloir modifier les croyances qui influent sur les comportements des fumeurs, en omettant toujours de préciser ou reconnaitre que les mégots sont réellement toxiques et écotoxiques.
Selon Rath (2012) pour être efficaces « les messages diffusés par campagnes de sensibilisation devraient souligner que les mégots ne sont pas seulement des déchets, mais qu'ils sont aussi des déchets toxiques, nocifs à chaque fois qu'ils sont éliminés de façon inappropriée ».
Selon Novotny, « la cigarette électronique maintenant largement utilisée par les fumeurs peut être une nouvelle source de contamination environnementale, les cartouches de nicotine utilisées étant parfois négligemment jetées dans l'environnement ». et « les fumeurs et les décideurs politiques ont été trompés par la promesse de filtres comme dispositifs de protection de la santé alors qu'en en fait ils ne rendent pas les cigarettes plus sûres et ils découragent de cesser de fumer. Si ces outils de marketing étaient supprimés, bien plus de fumeurs décideraient d'arrêter de fumer, moins d'enfants commenceront à fumer, l'environnement sera plus propre, et ceux qui cessent de fumer dépenseront leur argent sur d'autres produits de consommation ».

## Conséquences
Cette section ne s'appuie pas, ou pas assez, sur des sources secondaires ou tertiaires indépendantes du sujet. Le texte peut contenir des analyses inexactes ou inédites de sources primaires.
Pour l'améliorer, ajoutez-en, ou placez des modèles {{Source secondaire souhaitée}} ou {{Source secondaire nécessaire}} sur les passages mal sourcés. (novembre 2023)

### Socioéconomiques
Le mégot, en tant que déchet dangereux diffus, est l'une des externalités négatives directes et indirectes du tabac.
Il est une source de risques pour la santé, car chargé de molécules toxiques.
Dévalorisant le cadre de vie, il a un coût considérable pour le nettoyage des villes et de l'environnement (comme les chewing-gums jetés sur la voie publique).
Selon le HECG (Health Economics Consulting Group LLC, un groupe d'économistes et de chercheurs universitaires du domaine de la santé), les mégots ont ainsi coûté en 2009 7 487 916 dollars à l'agglomération de San Francisco, rien que pour les coûts directs (c'est-à-dire sans tenir compte des effets négatifs sur l'environnement et le tourisme). À raison de 30,6 millions de cigarettes fumées par an, la ville devrait taxer chaque paquet à hauteur de 0,22 $ pour financer le coût de collecte et traitement des mégots), ce qui est légalement possible aux États-Unis. En 2009, cette ville a prélevé une taxe de 20 cents par paquet de cigarettes, ce qui a rapporté 2 millions de dollars aux équipes de nettoyage. Puis (six ans après, en 2015, sur la base d'un rapport fait en 2014 qui a évalué à 11,4 millions $ le coût de nettoyage et de traitement des mégots pour la ville) la taxe est passé à 40 cents par paquet. Pour financer la collecte des briquets, emballages de cigarettes et papier métallisés jetés dans l’environnement, cette taxe devrait être de 84 cents selon la ville.

### Environnementales

#### Écotoxicité

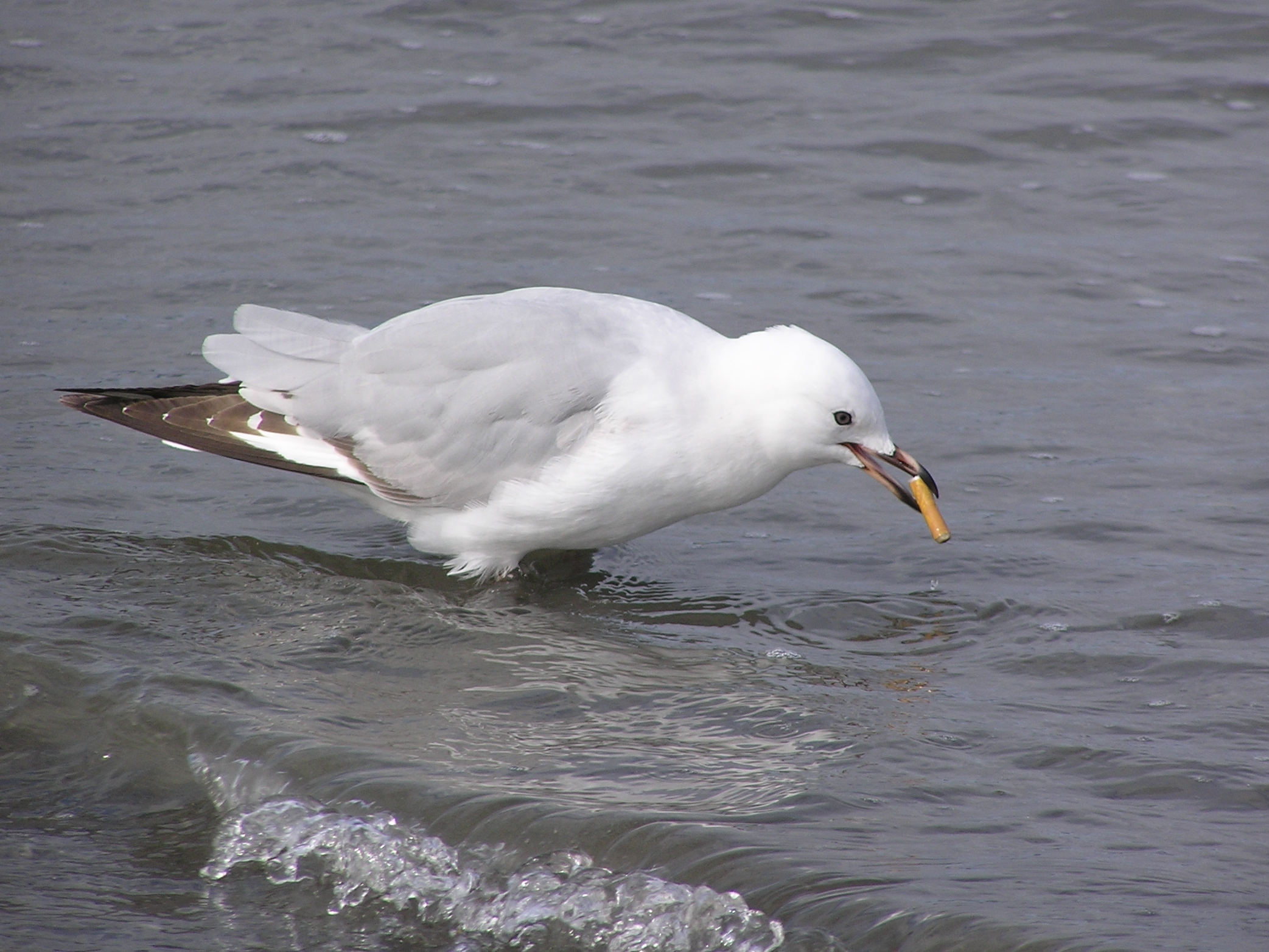
Une Mouette scopuline (Chroicocephalus scopulinus) juvénile tentant d'avaler un mégot à la plage de Petone, en Nouvelle-Zélande.

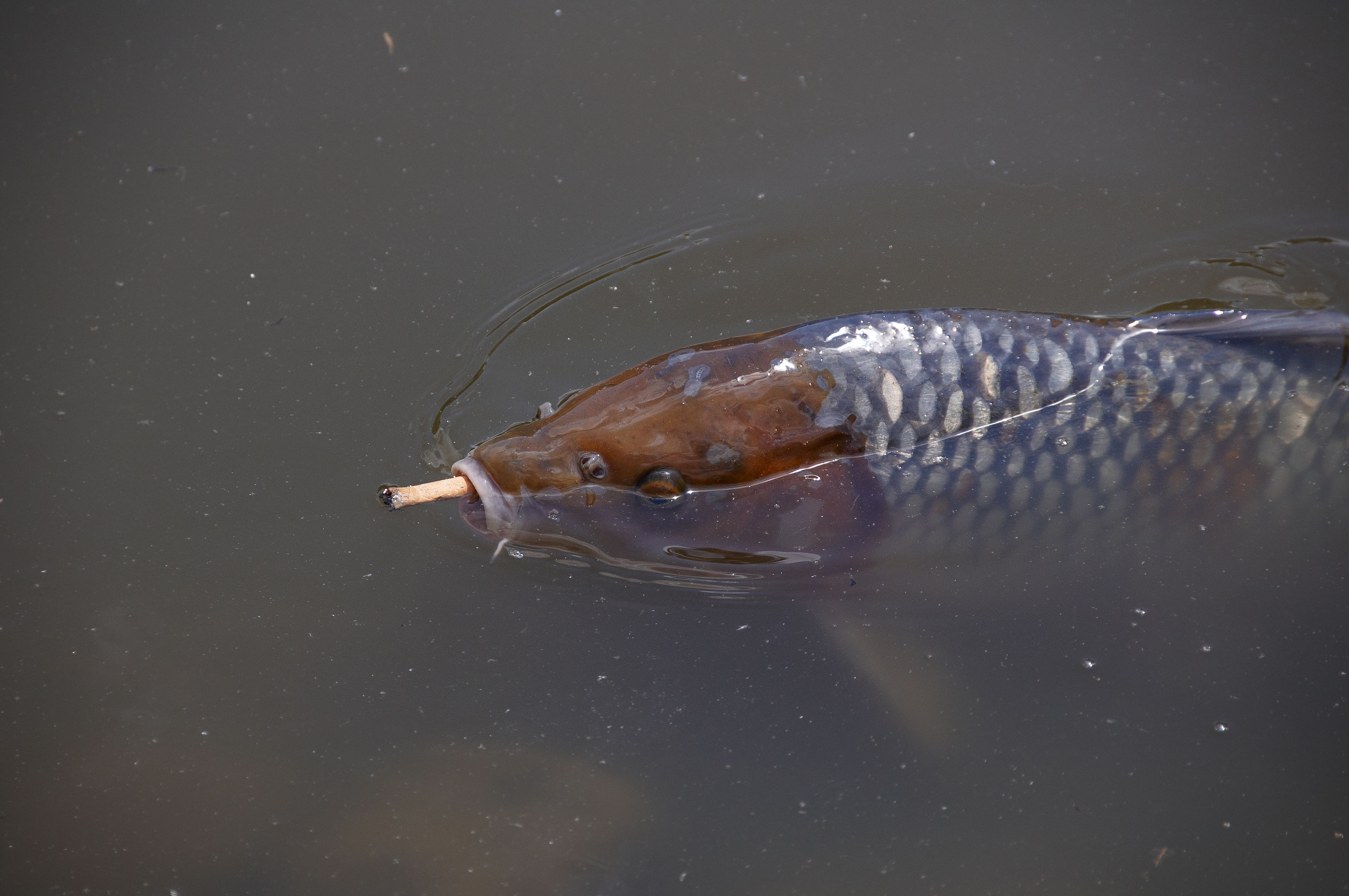
Une Carpe commune (Cyprinus carpio) saisissant un mégot.

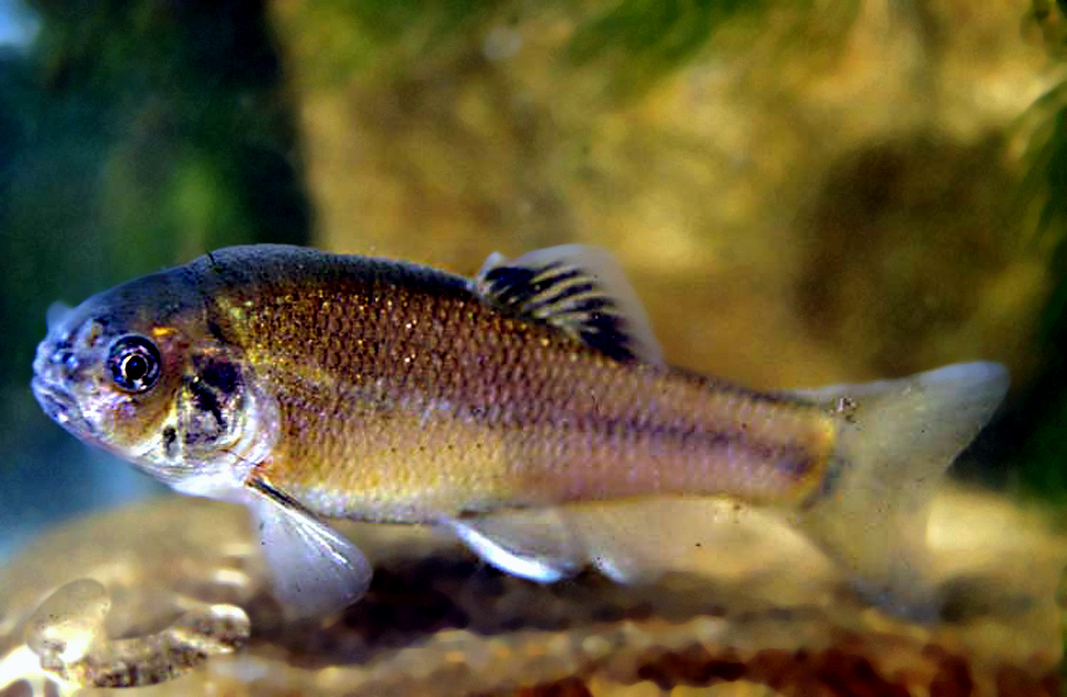
Des tests écotoxicologiques faits sur Pimephales promelas ont montré qu'un seul mégot trempé 96 h (4 jours) dans l'eau suffit à rendre un litre d'eau assez toxique pour tuer la moitié des individus de cette espèce exposés à cette eau. Il en va de même en eau de mer pour Atherinops affinis (autre poisson utilisé pour ce type d'étude)

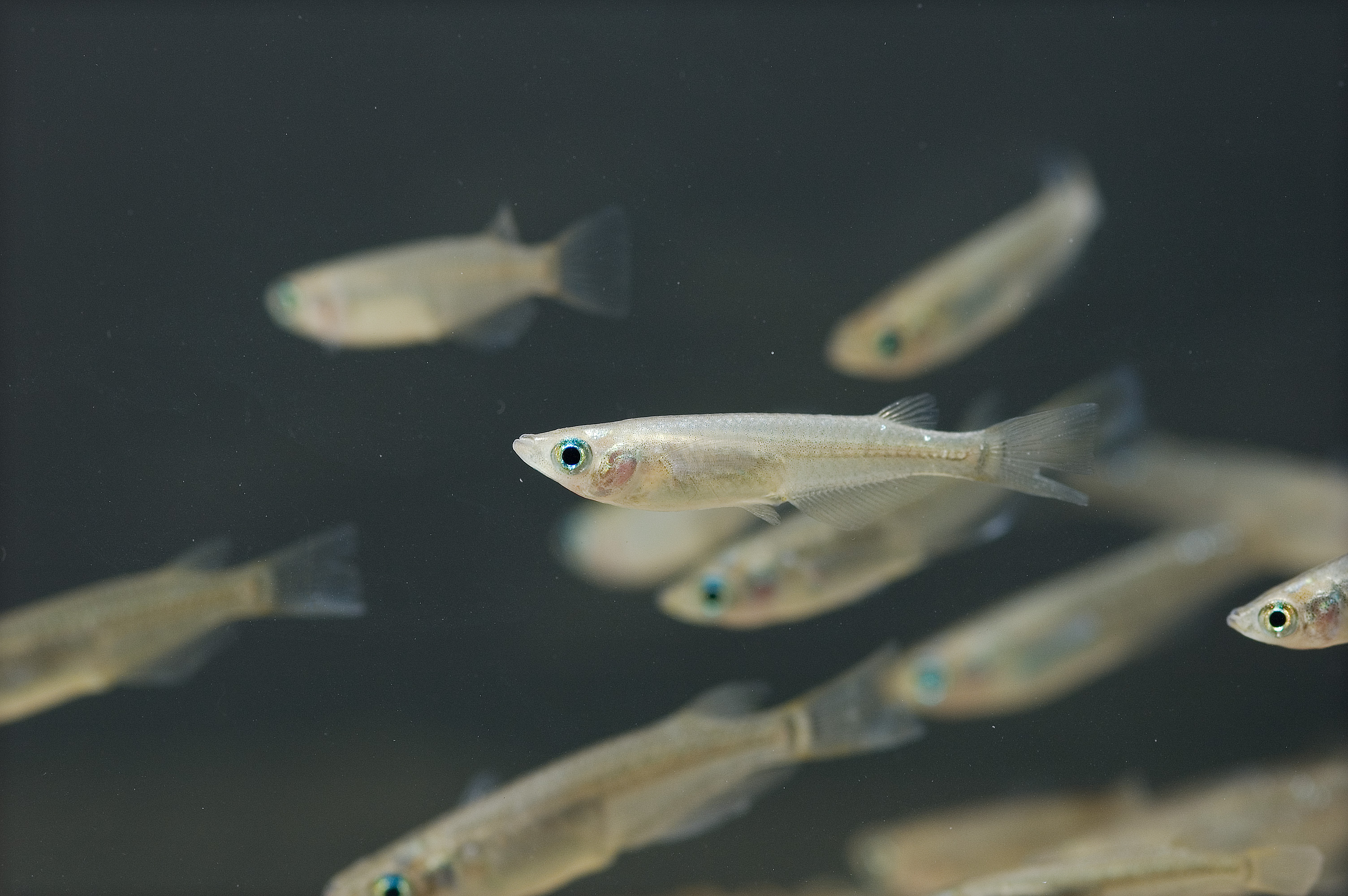
Chez ce poisson (Oryzias latipes souvent utilisé comme animal de laboratoire) l'exposition à un lixiviat de mégot induit des changements comportementaux à très faible dose : dès 0,2 picogramme par litre. Pour ce poisson, le lixiviat d'un mégot se montre environ 100 fois plus toxique que celui d'une cigarette non fumée

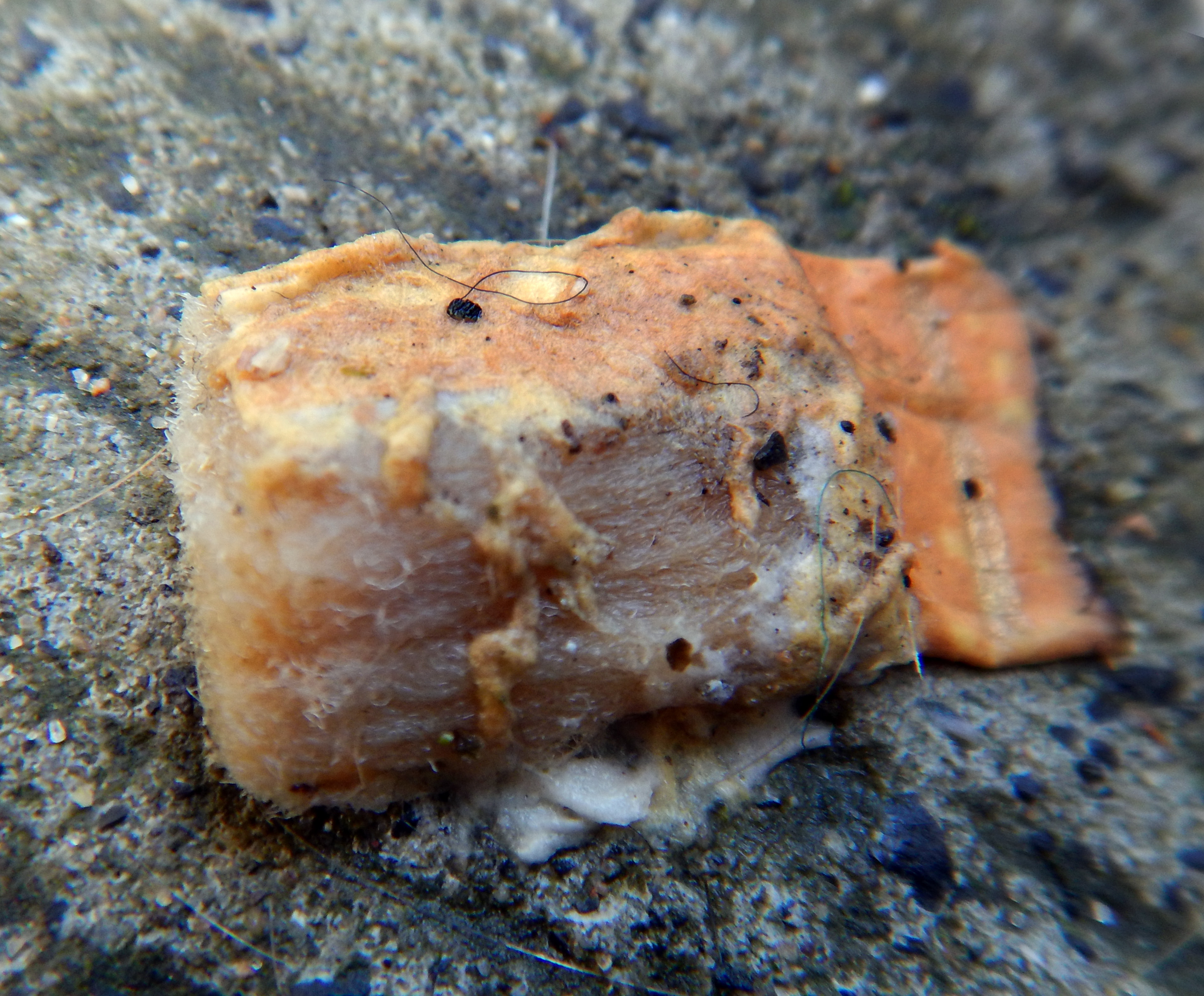
Le piétinement dégrade le mégot et le filtre, et la pluie diffuse (par lixiviation) certains des polluants qu'il renferme, nicotine en particulier.

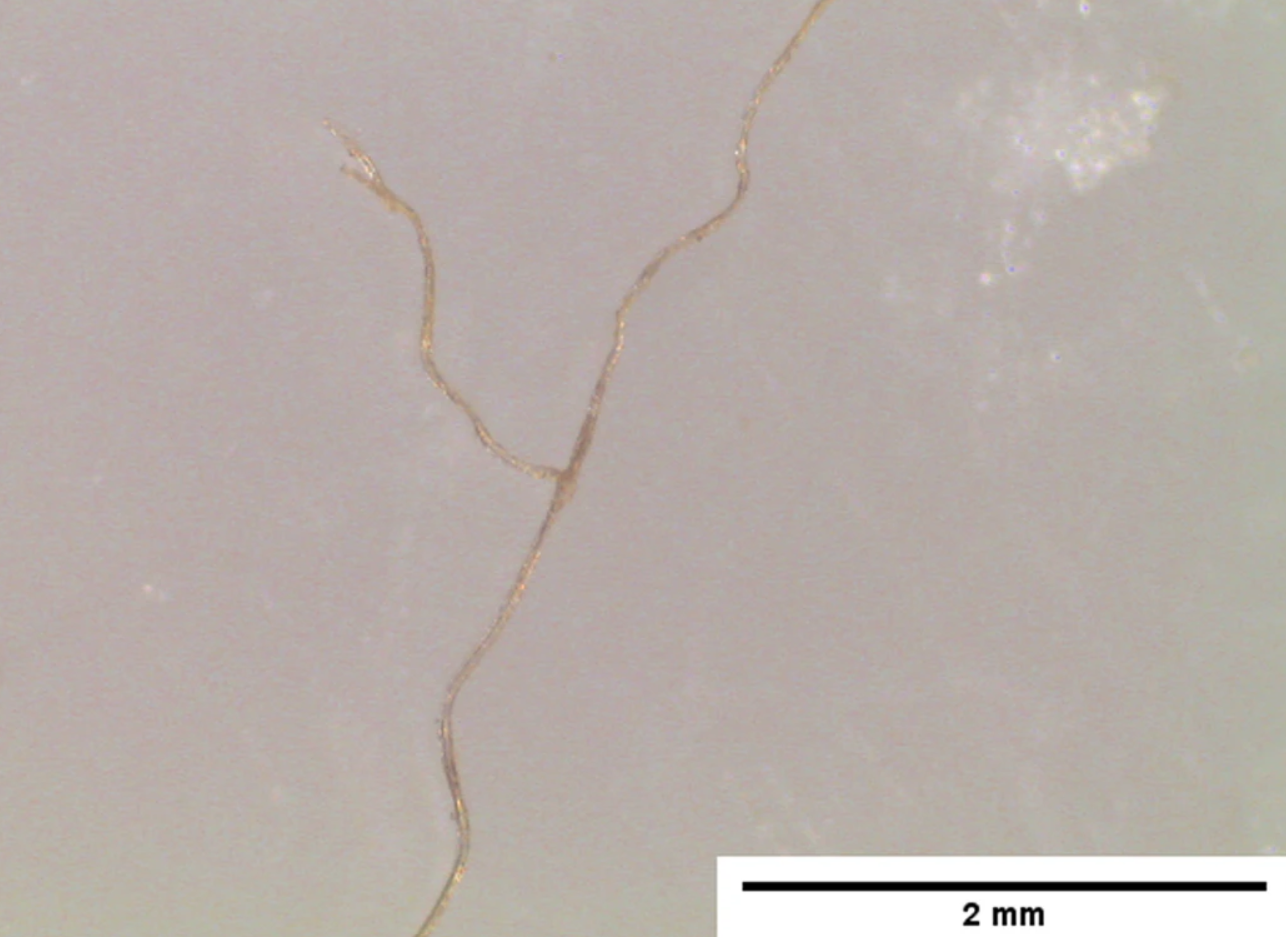
Vue au microscope optique de la forme en Y d’une fibre de filtre de cigarette fumée. En laboratoire, après 14 jours dans l'eau, un filtre libère environ 100 fibres de ce type par jour dans de l’eau distillée à agitation lente (2 cycles par s). La plupart, à moins de 0.2 mm, se classent parmi les microplastiques (0.001 à 1 mm).

Bien qu'individuellement apparemment anodins, les mégots répandus dans l'environnement posent (du fait de leur longévité et de leur toxicité intrinsèque, mais surtout de leur nombre : environ 5 600 milliards de cigarettes fumées par an vers 2008, et environ 4 500 milliards de mégots jetés dans l'environnement. Dix ans plus tard, en 2019, plus de 5,5 billions de cigarettes ont été produites dont 4,5 billions jetées au sol) des problèmes environnementaux qui ont été longtemps sous-estimés. Ils pourraient aussi poser des problèmes sanitaires pour l'Homme. Des études récentes montrent que les mégots sont notamment une source significative, mais restée sous-estimée, de métaux toxiques nanoparticulaires et d'hydrocarbures aromatiques polycycliques polluants.
Leur écotoxicité a été prouvée pour des espèces aquatiques considérées comme bioindicatrices tant en eau douce (cladocères notamment) qu'en eau de mer. On a notamment montré (2015) une bioaccumulation des composés toxiques issus des mégots de cigarettes chez les vers marins, et en 2021, King et al. ont montré que les lixiviats des mégots de cigarettes peuvent persister dans le sédiment marin.
En 2023, les tests visant à étudier le caractère mutagène et tératogène du lixiviat de mégot confirment les résultats antérieurs de Parker et Rayburn qui avaient observé un effet tératogène sur le développement d’embryons de Xenopus laevis en 96 heures d’exposition. La CE50 des malformations (ex. anomalie congénitale de la forme de l’intestin lâche ou de la tête), était de 0,34 à 1,21 mégots/L pour deux études de développement d’embryons. En plus du potentiel tératogène, le potentiel mutagène des filtres de cigarettes a été mis en évidence par Montalvão et al. sous la forme de dommages à l’ADN chez des moules d’eau douce exposées pendant 14 jours à des lixiviats de filtres fumés à des concentrations arrondies à 0,023 mégot/L et 0,230 mégots/L.
L'un des toxiques en cause est la nicotine ; relarguée par les mégots elle est retrouvée en quantité significative dans les eaux urbaines, avec des variations spatiales et saisonnières.
La vitesse et le taux de libération de nicotine par un mégot dans une flaque d'eau ou quand il est exposé à un cycle pluies-séchages ont été mesurés à Berlin, ville qui produit localement toute sa ressource en eau potable : Dans une flaque d'eau un mégot libère en moyenne 7,3 mg de nicotine par gramme de mégot, dont 50 % sont émis dans les 27 premières minutes. Pour les mégots simplement exposés à un cycle de 15 pluies (de 1,4 mm chacune) la libération cumulative de nicotine est de 3,8 mg par gramme de mégot, avec 47 % de cette nicotine larguée lors de la première pluie. Un seul mégot peut ainsi contaminer 1 000 litres d'eau à des concentrations supérieures à la dose prévue sans effet (PNEC) qui est de seulement 2,4 × 10−3 mg L−1 selon Valcárcel et al. (2011). Les auteurs ont conclu que « étant donnée la quantité de mégots jetés [à Berlin] et vu la vitesse à laquelle ils relarguent leur nicotine, ils sont à considérer comme une menace significative pour la qualité des eaux urbaines et par conséquent pour l'eau potable ».
La nicotine n'est pas le seul polluant relargué par les mégots : un filtre a été traversé par une fumée contenant environ 4 000 substances chimiques et il faut jusqu'à 12 ans voire plus pour sa totale dégradation. Au fur et à mesure de sa fragmentation le filtre relarguera dans l'environnement (dans l'air ou dans l'eau via la lixiviation) les toxines qu'il a accumulées. Un seul mégot peut ainsi polluer 1 m3 de neige,.
Selon une étude faite par l'industrie du tabac (vers 1990, mais publiée bien plus tard) : après deux mois sur un sol urbain, un mégot ne présente aucun signe de biodégradation.
Dans la nature un mégot met six mois à 10 ou 12 ans voire bien plus pour se décomposer (selon qu'il comporte ou non un filtre et selon les conditions pédo-climatiques) et d'exposition au soleil.
Le filtre d'une cigarette est principalement constitué d'acétate pur, sous forme d'un feutrage composé d'environ 12 000 fibres chacune épaisse de 20 μm. L'acétate pur ne présente pas de toxicité intrinsèque, mais en raison des groupes acetyl qu'on a ajoutés à la cellulose, par substitution à du glucose, il n'est pas directement biodégradable (sauf après un pré-traitement chimique (hydrolyse chimique partielle) ou sauf s'il a déjà été très fragmenté et pré-dégradé par des enzymes (estérases) qui ont commencé à le dépolymériser (étape de désacétylation, à laquelle peuvent contribuer divers microorganismes produisant de l'acétyl estérase) ; alors le squelette cellulosique de la molécule de plastique peut être rapidement biodégradée, par des organismes fongiques. Selon deux chercheurs en médecine légale (Northrop et Rowe, 1987) des fibres d'acétate enfouies dans un sol humide y subissent une biodétérioration pouvant conduire à leur dégradation totale après 4-9 mois alors que dans les mêmes conditions (sol de pH 7,5 et à 29 % de matière organique) le nylon, polyester et acryliques ne présentent pas de changement significatif à après 12 mois (date de la fin de l'étude). Une autre étude de biodégradation aérobie où une partie du carbone des fibres d'acétate de cellulose était radiomarquée (14C) a montré que la biodégradation étaient réduite mais non stoppée par les groupements acétyl. Un essai fait en 1993 avait montré que dans un milieu de culture enrichi, et dans le bassin d'une station d'épuration à boues activées, plus de 60 % des molécules d'un film d'acétate de cellulose sont dégradées en 4 et 10 semaines respectivement. Plus l'acétate est « substitué », plus il résiste à la biodégradation. Ces études ont porté sur de l'acétate pur et propre (qui présente une certaine biodégradabilité dans un compost, alors que l'acétate d'un mégot a adsorbé de nombreux composés écotoxiques pouvant inhiber l'activité les bactéries et champignons actifs dans le processus du compostage. Le compost sera en outre pollué par les métaux et métalloïdes retenus par le filtre.
Choisie parce qu'offrant le meilleur rapport prix/poids cette molécule présente une certaine photodégradabilité (en conditions idéales les rayons ultraviolets solaires cassent les fibres en petits morceaux de plastique, en 18 mois si les meilleures conditions de lumière sont réunies selon Ach (1993), mais d'une part la quantité totale d'acétate de cellulose n'est pas réduite par une telle dégradation ; la fibre est simplement dispersée dans l'environnement en plus petites particules et d'autre part cette fibre n'est dégradée que par des lumières dont la longueur d'onde est inférieure à 280 nm, et sa photodégradabilité au soleil est limitée par le fait que cette matière ne comporte pas de chromophores absorbant la lumière ultraviolette (le TiO2, azurant optique parfois utilisé comme agent blanchissant et azurant optique, pourrait toutefois jouer ce rôle, mieux encore en nanoparticules ou s'il est dopé avec du phosphate de baryum, mais avec alors d'autre problèmes toxicologiques).
Novotny signale aussi que des fragments de fibres issues du filtre peuvent aussi pénétrer les poumons du fumeur (Novotny et al. 2009).
De plus certains additifs peuvent lui être adjoints dans le processus de fabrication (exemple : retardateur de flamme tels que le Tungstate de sodium ; agent blanchissant tel que le dioxyde de titane et colle (Triacétine, qui ne semble toutefois pas interagir significativement avec la vitesse (faible) de biodégradation du mégot).
Ensuite de petites quantités de milliers de substances nocives - dont métaux lourds, métalloïdes et plus de 50 molécules cancérigènes (toluène par exemple ou N-nitrosamines, spécifiques de la cigarette) - s'y accumuleront au fur et à mesure que la cigarette est fumée (de même que sur les restes de tabac d'un mégot sans filtre) ; Des restes de tabac imbrûlé contiennent en outre encore de la nicotine toxique pour les insectes, les amphibiens et les poissons, et la vie aquatique en général, y compris en milieu marin.
Comme les mégots finissent souvent en grande quantité dans le sol et/ou dans l'eau, se pose le problème de sa pollution de ces milieux. Les mégots sont des déchets toxiques en quantités dispersées (et des déchets dangereux pour la législation européenne) qui posent un problème esthétique, mais aussi de pollution chronique,, la fumée de cigarette constitue en effet un cocktail de plus de 4 000 substances chimiques, dont au moins 250 sont reconnues nocives et plus de 50 cancérigènes, certaines étant aussi mutagènes. Par exemple en 2011 Moerman & Potts ont montré qu'un mégot abandonné dans la nature et exposé à l'eau est une petite source de contamination chronique par divers métaux, dont par le baryum, le fer, le manganèse et le strontium pour au moins un mois, qu'il ait ou non un filtre. Les quantités de toxines relargués par un seul filtre semblent négligeables, mais les expérimentations de Slaughter & al. (2011) sur le lixiviat de cigarette non fumée et de mégots ont montré un seul mégot par litre d'eau suffit à tuer jusqu'à la moitié des poissons (Atherinops affinis et Pimephales promelas) qui y sont exposés (A l'occasion cette étude a montré que le lixiviat d'une cigarette non fumée est également écotoxique pour ces deux poissons) ; Or ce sont des milliards de filtres qui sont perdus dans l'environnement chaque année, et souvent aux mêmes endroits.
Des mégots sont aussi directement jetés dans la zone intertidale à marée basse. Une étude a montré en 2015 que les mollusques intertidaux communs y sont également sensible. Placés laboratoire en contact avec un lixiviat de mégot à diverses concentrations, leur mortalité est très élevée : 100 % de mortalité en moins de 8 jours (pour toutes les espèces testées) pour un lixiviat issu du trempage de 5 mégots par litre durant seulement 2 h. Certaines espèces comme Austrocochlea porcata en meurent à des concentrations bien plus faibles (10 %, 25 %) et d'autres (ex : Nerita atramentosa) y semblent un peu moins vulnérables, ce qui montre que les mégots peuvent aussi modifier l'abondance relative des escargots aquatiques selon leur quantité et le taux de polluants qu'ils libèrent. Des effets comportementaux sublétaux (c'est-à-dire non-mortels) ont aussi été mis en évidence par cette étude et d'autres (dont à très faible dose, à partir de moins de 0,2 picogramme par litre chez des poissons alors que les premiers effets ne se manifestent qu'à partir de 20 pg/L (concentration 100 fois plus élevée) pour un lixiviat de cigarette non fumée), et avec des réponses différentes de la part de mollusques pourtant étroitement apparentés. Ceci confirment que le tabagisme a aussi des impacts écosystémiques, « méconnu ou ignoré du public » et encore très peu explorés, dont en zone intertidale.
Les effets ci-dessus décrits s'ajoutent à ceux de la déforestation induite par l'industrie du tabac dans certains pays en développement, et aux effets globaux de la pollution par les pesticides utilisés sur les cultures de tabac. En outre le tabagisme est souvent associé à la consommation de caféine,, ce qui fait que ces deux composants psychoactifs sont de plus en plus conjointement présents dans l'environnement aquatique, et considérés par certaines études comme des « contaminants émergents » des eaux usés arrivant en station d'épuration. À la différence de la caféine, la nicotine peut être très présente dans les réseaux d'eaux pluviales séparatifs, et être alors rejetée sans traitement adapté dans le milieu naturel.
La daphnie Ceriodaphnia dubia y est toxicologiquement 15,4 fois plus sensible que la bactérie Aliivibrio fischeri et la toxicité d'un mégot pour ces deux espèces varie selon la marque et le type de cigarette. Ceci montre qu'une évaluation objective et complète de la toxicité des mégots devrait être faite en la testant à partir de divers types de cigarettes et sur un grand nombre d'espèces, et qu'on ne dispose pas d'un nombre suffisant de données pour modéliser les effets réels des mégots sur l'environnement.

#### Incendies
Des cigarettes ou - ce qui est en général le cas - des mégots non ou mal éteints provoquent chaque année des incendies de forêts, de maisons et de voitures causant des dégâts matériels importants et régulièrement des blessés et des morts. Souvent les coupables ne peuvent pas être identifiés et il est probable qu'ils n'en aient même pas conscience,,,.
Dans les Bouches-du-Rhône, 16 % des départs d'incendies sont dus à des mégots jetés par des conducteurs, et près de 14 % le sont par les promeneurs qui éteignent mal leurs mégots.

#### Recyclage
Le recyclage du papier, des restes de tabac et même du filtre est techniquement possible.
- La loi no 2020-105 du 10 février 2020 relative à la lutte contre le gaspillage et à l'économie circulaire prévoit la mise en place d'une filière à responsabilité élargie du producteur (REP) pour les produits du tabac, à compter du 1er janvier 2021. Cette filière a pour objectif de réduire la présence des mégots jetés de manière inappropriée dans l’espace public. Les collectivités locales peuvent bénéficier d'une subvention (de 0,50 à 2,08 € par habitant selon le type de commune) pour financer la communication, la sensibilisation, la collecte et le recyclage des mégots[89]. La société Alcome obtient un agrément pour 6 ans pour s'acquitter de cette tâche[90].

- La Société MéGO! en Bretagne, a développé une solution brevetée de recyclage des mégots[91].
- Depuis avril 2016, une start-up française, ÉcoMégot, a ramassé plus de 9 millions de mégots en France afin de les valoriser. Elle propose aujourd'hui une solution complète de sensibilisation, collecte et recyclage des mégots de cigarette. Elle accompagne des structures publiques, des structures privées ainsi que des événements dans la création d'espace zéro mégot[92]. Une autre entreprise, Terracycle, procède de même : « Pour le moment, nous stockons les mégots que nous collectons en France et dans les autres pays d’Europe afin d’obtenir des quantités suffisantes pour pouvoir les recycler à grande échelle sur des équipements qui nécessitent en général des volumes équivalents à plusieurs dizaines de tonnes ». Spécialisée dans le recyclage des déchets difficilement ou non recyclables, cette « micromultinationale » américaine fondée en 2001 par Tom Szaky revendique la mise au point d’un procédé technologique « confidentiel » pour décontaminer et recycler les résidus de tabac et mégots, mais elle n'a pour l’instant effectué en Europe que des « tests de recyclage » dans son usine britannique[93].
- Des chercheurs australiens et malais ont récemment (2015) testé le mélange de quelques mégots à de l'argile pour ensuite en faire des briques[94]. Des tests ont été faits avec 2,5 %, 5 %, et 10 % de mégots par brique. Les résultats montrent que plus l'argile est enrichi en mégots, plus la brique est poreuse à l'eau[95]. La brique est allégée (densité sèche diminuant jusqu'à −30 %) et sa cuisson consomme moins d'énergie (jusqu'à −58 %), mais la résistance de la brique à la compression est diminuée (−88 % pour les briques contenant 10 % de mégots)[94]. Selon les auteurs de l'étude une brique à 1 % de mégot conserve des caractéristiques acceptables[94]. Intégrer des mégots dans 2,5 % des briques produits dans le monde suffirait à absorber la quantité de mégots produite annuellement ajoutent-ils[94]. La température de cuisson influe aussi sur la qualité des gaz relargués par la brique en train de cuire (une montée plus rapide en température se traduit par moins de gaz émis, une brique plus fragile, mais a peu d'effet sur la capacité d'absorption d'eau)[96].
- En 2014, à l'université nationale de Séoul des chercheurs ont publié un procédé simple permettant en une seule étape de convertir l'acétate de cellulose (matériau des filtres de cigarettes) en un matériau hybride « méso/microporeux » (NCF) dopé à l'azote (N-dopé) par le traitement thermique, pouvant être utilisé dans le domaine des nanotechnologies, par exemple pour la perméation d'électrolytes et la réalisation de supercondensateurs. En effet la mousse de carbone obtenue après traitement thermique sous atmosphère d'azote et dopage à l'azote est plus poreuse et présente un meilleur débit et une capacité électrique plus élevée que le charbon actif classique (153,8 F/g au lieu de 125,0 F/g), pour une densité de courant de 1 A/g) ; il acquiert ainsi des caractéristiques proches de celles du graphène et des nanotubes de carbone le rendant utilisable pour fabriquer des électrodes à hautes capacités[97]. Selon les auteurs, le matériau de carbone ainsi obtenu a lors de tests conservé sa performance électrochimique durant les 6000 cycles requis de mesures de charge/décharge.
- En 2013, il a été proposé de recycler les mégots en un pesticide (larvicide) destiné à lutter contre les larves de moustiques Aedes aegypti vecteurs de la dengue[98]. Les tests ont montré que les mégots tuent une grande partie des jeunes larves, mais qu'ils sont moins efficaces pour les larves âgées, sauf en augmentant le nombre des mégots, au risque alors d'affecter tout l'écosystème. Les auteurs voient dans ce type de déchet de nouvelles voies pour l'identification de nouveaux produits insecticides[98].
- En 2010, d'autres chercheurs ont proposé d'en faire un inhibiteur de corrosion de l'acier[99].

Mais faute de filière dédiée, et faute d'écotaxe, la collecte des mégots éparpillés dans l'environnement, et même rapportés par les fumeurs n'est pas actuellement rentable. En France, au nom du principe « pollueur-payeur » une proposition de taxe environnementale sur les mégots (0,05 centime d'euro par cigarette, soit 1 centime par paquet de 20 cigarettes à la charge des fabricants de tabac et qui « serait maintenue chaque année, tant que la pollution générée par les mégots subsiste ») été proposée. Cette taxe aurait rapporté « 26,5 millions d'euros par an » et aurait pu en partie « être reversée aux collectivités locales au travers de la dotation globale de fonctionnement », mais elle n'a finalement pas été votée.
À Paris, des « boites zéro-déchet » (pouvant contenir jusqu'à 5 300 mégots) sont proposées. Bordeaux s'équipe de cendriers dont la collecte et le recyclage est effectué par une association locale.
Les mégots contiennent des restes de tabac non brûlé qui sont, comme le filtre, riches en nicotine. Cette molécule est écotoxique pour de nombreux invertébrés (larves d’insectes), mais le tabac peut être composté en mélange avec d'autres résidus. Des essais de réutilisation de déchets de tabac en plantations ont également été faits sur un substrat composé de compost de divers végétaux, ensuite enrichi de 10, 20 ou 40 % de résidus de tabac. Le compostage de poussière de tabac avec des boues d'épuration a été testé. Des essais ont ensuite porté sur les effets du tabac composté sur la biomasse microbienne du sol et sur la croissance de certaines plantes.
Pour contribuer à la réduction de la pollution constituée par les mégots, des chercheurs de plusieurs universités chinoises ont trouvé en 2016 un moyen de valoriser les mégots usagés. L'expérience avait pour objectif de transformer ces filtres en matériaux « superhydrophobes » afin qu'ils puissent être employés pour absorber des nappes d'huiles qui seraient déversées dans les eaux. Les filtres sont immergés dans une solution de soude aqueuse puis dans un mélange d'éthanol et d'hexadécylméthoxysilane pour acquérir les propriétés souhaitées. Par la suite, les scientifiques ont procédé à un test consistant au dépôt d'une nappe de kérosène à la surface d'un plan d'eau. L'expérience a montré que les filtres pouvaient absorber le kérosène.

### Sanitaires
Les filtres apportent un faux sentiment de sécurité aux fumeurs et les incitent à absorber des bouffées plus profondes. En réalité, ils ne réduisent pas le risque et augmente le risque de certains cancers du poumon,.
Pour les plus petits, explorer le monde en prenant des objets connus ou inconnus dans la bouche est un comportement normal. Il est également normal que des enfants un peu plus âgés cherchent à imiter les adultes (fumeurs notamment). Des enfants en bas âge portent des mégots à la bouche, sont parfois trouvés en train d'en mâchouiller ou en avalent accidentellement,. Ceci est rare, mais présente un réel risque d'intoxication,, notamment si des fumeurs ont jeté leurs mégots, dans les bacs à sable, jardins, plages ou terrains de jeux.
Certains adultes (handicapés mentaux en général) ingèrent volontairement de la cendre de cigarette, voire présentent une addiction à cette consommation, ce qui serait une des formes que peut prendre la Pica. La Pica est une source commune et connue de saturnisme, mais elle peut dans ce cas aussi causer des intoxications par la nicotine, et probablement être source de cancers ou d'autres maladies dues aux composés toxiques du mégot. Ce domaine de la médecine et de la sychologie fait encore l'objet d'études socio-culturelles et médicales visant à mieux comprendre l'étiologie de la Pica.

## Lutte contre les conséquences négatives des mégots

### Législation et politiques publiques
Selon Thomas E. Novotny & al. (2009), plusieurs options permettraient de réduire l'impact environnemental des mégots en tant que déchets dont : 
- le développement par l'industrie de filtres biodégradables (ou rendus plus dégradables ; par exemple il a été proposé de mobiliser la chimie verte pour utiliser des fibres photodégradables et/ou intégrer dans le filtre de petits comprimés d'acide (de qualité alimentaire) qui une fois assez humide, libéreraient de l'acide pour accélérer la dégradation à environ deux semaines[112], en complément des acides libérés par la fumée elle-même, mais si ces méthodes accélèreraient la disparition visuelle du mégot[113] en réglant la part esthétique du problème, elle se traduirait aussi par une production accélérée de micropastique, avec dispersion des polluants accumulés dans le filtre ;
- la recherche de substances anti-mutagène (ex : β-caryophyllène et/ou oxyde de β-caryophyllène oxyde) susceptibles de rendre les mégots collectés dans l'environnement moins mutagènes[114] ;
- l'augmentation des amendes et des pénalités concernant l'abandon des déchets en général ou des mégots en particulier (Ainsi dans l'État de Washington, à la suite des incendies accidentels de forêt déclenchés par des fumeurs, jeter un mégot par terre, même bien éteint peut justifier une amende de 1 025 $[115] ;
- une écotaxe sur les filtres (déjà proposée mais non votée en France) ;
- responsabiliser les producteurs selon le principe de la responsabilité élargie du producteur (REP), dans le cadre d'une loi[116],[117]. Ce principe est déjà utilisé dans divers pays et dans 32 États américains, avec un certain succès, pour financer et organiser la collecte de déchets « post-consommation » toxiques et dispersés (ex : piles au mercure, batteries, téléphones portables, déchets électroniques, lampes fluorescentes, thermomètres au mercure, contenants de pesticides, etc. ) et pourrait être décliné aux déchets induits par la consommation de tabac[118] ;
- des paquets de cigarettes dotés d'un compartiment destiné à recueillir les mégots ;
- l'augmentation du nombre de cendriers publics ;
- une mention « ne pas jeter sur la voie publique ou l'environnement » sur le filtre et/ou sur le paquet[119] ;
- l'éducation du public et des fumeurs ;
- des études plus objectives et scientifiques pour mieux comprendre le comportement et les motivations des fumeurs qui jettent leurs mégots dans la nature[120] ;
- l'interdiction des cigarettes à filtres tant que les industriels ne leur adjoindront pas de filtres biodégradables[44]. Début 2014, des élus de l’État de Californie ont soumis un projet de loi à l'Assemblée de l'État, visant à interdire la vente de cigarettes à filtre. Le projet de loi a échoué, mais ses promoteurs ont annoncé qu'ils essayeraient à nouveau de la faire passer.

De nombreux pays ont durci leur législation relative au risque d'incendies de forêt. Des mégots mal éteints sont de fréquentes sources d’incendies, éventuellement mortels. La justice est périodiquement saisie d’affaires liées à des incendies, explosions ou dégradations matérielles induites par des mégots mal éteints, dont en France,,.

#### France
En France, jeter un mégot (ou autre détritus) sur la voie publique relève de l'« abandon d'ordures, déchets, matériaux ou autres objets ». C’est une action « portant atteinte à la propreté des espaces publics », pouvant être punie d’une amende de 2e classe (soit 150 euros), passée à 450 euros en devenant contraventions de la 3e classe à la suite d'un décret ministériel du 25 mars 2015 « relatif à l'abandon d'ordures et autres objets » et visant l'amélioration de la propreté des espaces publics.
« En vertu de l'article R48-1 (3°) CPP, les contraventions en matière de protection de l'environnement réprimées par l'article R633-6 code pénal sont soumises à la procédure d'amende forfaitaire. Le montant de l'amende forfaitaire (contraventions de la 3e classe) s'élève à 68 euros (article R49 CPP) et à 180 euros en cas d'amende forfaitaire majorée (article R49-8 CPP) ».
Si les mégots ont été jetés à partir d'un véhicule dans certains cas, ils peuvent justifier d'une contraventions de la 5e classe. Et les amendes peuvent être fortement aggravées en cas de récidive dans les 1 à 3 ans à compter de l'expiration ou de la prescription de la précédente peine.
En France, fumer dans des aires de jeux pour enfants est interdit depuis le 1er juillet 2015.
En 2018, la secrétaire d’État à la Transition écologique et solidaire Brune Poirson invite les industriels du tabac dans le but de les inciter à participer à la collecte des mégots jetés dans la nature.
Il existe plusieurs associations et entreprises agissant pour empêcher le jet des mégots dans l'environnement et optimiser leur recyclage.

### Position des associations de lutte contre le tabagisme
En 2023, une alliance internationale d'associations de lutte contre le tabagisme, incluant le Comité national contre le tabagisme (France) et l'Association suisse pour la prévention du tabagisme, demande l'interdiction des filtres de cigarettes. Au-delà des dégats environnementaux causés par les mégots, ces associations observent que le filtre donne un sentiment de sécurité injustifié aux fumeurs, qui s'imaginent en partie protégés par le filtre contre les dégats causés par le tabagisme, et peut être la source d'autres maladies,,.

### Position de l'industrie du tabac
Selon une étude publiée en 2010 et basée sur une analyse interprétative d'environ 680 documents publiés de 1959 à 2006 dans plusieurs bases bibliographiques dédiées au tabac et à son commerce qui rassemblant plusieurs millions de documents: « L'industrie du tabac craint (au moins depuis 1990) d'être tenue pour responsable des mégots dispersés dans l'environnement) ». Ses efforts pour éviter cette responsabilité ont été doubles :
1. L'industrie a inventé des filtres biodégradables (avec de nombreux dépôts de brevets[69]). Stanelco a ainsi créé un filtre fait de fibres biosourcées, issues du riz et/ou de la pomme de terre, encore moins chère que l'acétate, et qui se biodégrade en 60 jours[131]). Ces filtres n'ont cependant pas été mis sur le marché, car diverses études commandées par les fabricants ont conclu que « les filtres biodégradables favoriseraient sans doute encore plus les jets de mégots dans la nature et ne seraient pas commercialisables ». Selon Smith & Novotny (2011), ces travaux indiquaient que les fumeurs étaient « sur la défensive » concernant la récupération de leurs mégots, et qu'« ils ne peuvent pas faire l'objet d'encouragement à ne pas jeter leurs mégots par terre »[7].
2. L'industrie a financé de nombreuses campagnes encourageant à ne pas jeter ses mégots. Parallèlement elle a distribué de grandes quantités de cendriers permanents et portatifs pour inciter les fumeurs à ne pas jeter leurs mégots (l'usage d'une poubelle ordinaire présentant en outre un risque d'incendie). Cependant l'industrie n'a jamais communiqué sur le fait que les mégots étaient toxiques et écotoxiques et qu'il fallait pour cette raison les collecter et traiter dans une filière déchets adéquate.

Smith & Novotny concluent de ceci que ceux qui lutte contre le tabagisme et les protecteurs de l'environnement devraient établir des partenariats pour « obliger l'industrie à assumer sa responsabilité financière et pratique dans la gestion des déchets du tabac ».

## Culture populaire
Le mot « mégot » est apparu assez tardivement dans la langue française, son étymologie est incertaine. Le mot serait un diminutif du mot d'argot mec, parfois sous la forme meg, ou moins probablement du verbe populaire mégauder employé pour le nourrisson qui tête le sein.
Le mot a donné le verbe « mégoter », qui signifie en langage populaire : s'attacher à des détails insignifiants, « pinailler ». Les clochards, habitués à ramasser les mégots pour en récupérer le tabac, ce qui, aux époques de pénuries pouvait être une véritable activité, étaient appelés des mégotiers.
Dans Le Petit Spirou, le professeur de sport, qui fume et boit, s’appelle « M. Mégot ».